# Едуард Джонстън
Едуард Джонстън, CBE (на английски: Edward Johnston; 11 февруари 1872 – 26 ноември 1944) е британски дизайнер и калиграф, считан за баща на модерната калиграфия заедно с Рудолф Кох.
Известен е с проектирания от него безсерифен шрифт Johnston, представител на стила Humanist Sans Serif който се използва в надписите на лондонското метро до 1980-те, когато е преработен. Той е автор и на кръглия символ на метрото.

## Публикации
- Johnston, Edward. Writing & Illuminating & Lettering.   Dover Publications, 1995. ISBN 0-486-28534-0.
- Johnston, Edward. Lessons in Formal Writing.   Taplinger Publishing Company, 1986. ISBN 0-8008-4642-7.
- Johnston, Edward. Decoration and Its Uses.   Tenspeed, 1990. ISBN 0-89815-401-4.
- Johnston, Edward. Manuscript & Inscription Letters.   London, John Hogg, 1909.
- Johnston, Edward. The House of David, his Inheritance: A Book of Sample Scripts.   1914.
- Johnston, Edward. Formal Penmanship.
- Johnston, Edward. A carol and other rhymes.   London, Hampshire House Workshops, 1915.